# ブルーノ・リマ
ブルーノ・リマ（Bruno Lima、男性、1996年2月4日 - ）はアルゼンチンの男子バレーボール選手。ポジションはオポジット。バレーボールアルゼンチン男子代表。

## 来歴
- クラブチーム

サンフアン出身。2011年にObras San Juan Voleyへ入団し、バレーボール選手としてのキャリアをスタートさせる。2014/15シーズンはBolívar Voleyでプレーした。2015年に再びObras San Juan Voleyへ入団し、2015/16シーズンはアルゼンチン Liga A1で4位となった。2017/18シーズンはフランスリーグのChaumont Volley-Ball 52で、2018/19シーズンはドイツブンデスリーガのVolleyball Bisons Bühlでプレーした。2021/22シーズンはフランスのNice Volley-Ballと契約し、フランスリーグで8位となった。2022/23シーズンはブラジル・スーパーリーガのAl-Hilal VCと契約した。
- 代表チーム

2013年、アンダーカテゴリーの代表としてU-19世界選手権に出場し6位となった。2015年、U-21世界選手権では銀メダルを獲得した。2016年、シニアのアルゼンチン代表に初選出され、同年のワールドリーグでデビューした。同年のリオデジャネイロ五輪に出場した。2017年、パンアメリカンカップで金メダルを獲得した。2019年、ワールドカップに出場し5位となった。同年の南米選手権で銀メダルを獲得し自身もベストオポジット賞を受賞した。2021年の東京2020オリンピックでは大会のベストスコアラー部門1位となる活躍で銅メダルを獲得へ導いた。

## 球歴
- オリンピック - 2016年、2021年
- 世界選手権 - 2018年、2022年
- ワールドカップ - 2019年
- ネーションズリーグ - 2018年、2019年、2021年、2022年
- ワールドリーグ - 2016年、2017年

## 受賞歴
- 2016年　2015/16アルゼンチン Liga A1 ベストアウトサイドヒッター賞
- 2019年　南米選手権 ベストオポジット賞
- 2020年　2019/20アルゼンチン Liga A1 ベストスコアラー

## 所属クラブ
- Obras San Juan Voley（2011-2014年）
- Bolívar Voley（2014-2015年）
- Obras San Juan Voley（2015-2017年）
- Chaumont Volley-Ball 52（2017-2018年）
- Volleyball Bisons Bühl（2018-2019年）
- Gigantes del Sur（2019-2020年）
- Afyon Belediye Yüntaş（2020-2021年）
- Nice Volley-Ball（2021-2022年）
- Al-Hilal VC（2022-）